# Jin Se-yeon
Jin Se-yeon (en hangul 진세연; hanja, 陳世娫), es una actriz surcoreana, conocida por haber interpretado a Yang Kkot-nim en la serie My Daughter the Flower, a Oh Mok-dan en Bridal Mask, a Hong Da-Mi en Five Fingers , a Song Jae-hee en Doctor Stranger y a Lee Seo-won en The Flower in Prison.

## Biografía
Asistió al "Kyungwon Middle School", "Sehwa Girls' High School" y a la Universidad Chung Ang.

## Carrera
Es miembro de la agencia "Early Bird Entertainment". Previamente fue miembro de la agencia C-JeS Entertainment.
Apareció en varios anuncios de televisión, que la llevaron posteriormente en dirección a la actuación.
Su primera oportunidad como protagonista llegó al unirse al elenco del drama My Daughter the Flower, donde dio vida a la terapeuta Yang Kkot-nim.
Ese mismo año se unió a la serie Five Fingers, donde dio vida a Hong Da-mi. Originalmente la cantante Hahm Eun-jung interpretaría el papel de Da-mi pero fue reemplazada por Se-yeon.
El 5 de mayo de 2013 se unió al elenco principal de la serie Doctor Stranger, donde interpretó a Song Jae-hee, el alma gemela de Park Hoon (Lee Jong-suk) de quien se separó mientras escapaban de Corea del Norte y a Han Seung-hee, una mujer norcoreana y especialista en anestesia de medicina oriental, hasta el final de la serie el 8 de julio del mismo año.
En 2016 se unió al elenco principal de la película Operation Chromite, donde interpretó a la heroína Han Chae-seon. En la película compartió créditos con los actores Liam Neeson y Lee Jung-jae.
Posteriormente se unió a la serie de la MBC The Flower in Prison del aclamado director Lee Byung-hoon, donde interpretó a Ok-nyeo, una joven que nació y fue criada en prisión, y cuya vida cambia cuando conoce a Yoon Tae-won (Go Soo).
El 3 de marzo de 2018 se unió al elenco principal del melodrama de romance histórico Grand Prince donde interpretó a Sung Ja-hyun.
El 11 de febrero del 2019 se unió al elenco principal del drama Item, donde da vida a Shin So-young, una perfiladora criminal que posee muchas habilidades e incluso cuando se enfrenta a escenas de crímenes impactantes, se mantiene compuesta.
El 14 de diciembre del mismo año se unió al elenco principal de la serie Queen: Love and War (también conocida como "Selection – Girls’ War") donde interpretó a Kang Eun-bo, una mujer que quiere convertirse en reina para poder descubrir la verdad acerca del asesinato de Kang Eun-gi, su hermana gemela, hasta el final de la serie el 9 de febrero del 2020.
En abril del 2020 se unió al elenco de la serie Born Again (también conocida como "Once Again") donde interpretó a Jeong Ha-eun una bibliotecaria en 1986 y a Jeong Sa-bin una investigadora de huesos en el 2020, hasta el final de la serie el 9 de junio del mismo año. La serie y su interpretación no fue bien recibida por los espectadores.
En agosto de 2021 se anunció que estaba en pláticas para unirse al elenco de la serie Borrador de malos recuerdos, donde da vida a Kyung Joo-yeon, una perfeccionista neuropsiquiatra de un centro de investigación neurológica, cuya personalidad fría le hace ganar el apodo de "princesa de hielo", pero en realidad no sabe cómo expresar sus sentimientos debido a un incidente doloroso en su pasado.

## Filmografía

### Series de televisión
| Año     | Título                      | Personaje                     | Cadena        | Notas         | Ref.                 |
| ------- | --------------------------- | ----------------------------- | ------------- | ------------- | -------------------- |
| 2010    | It's Okay, Daddy's Girl     | Jung Se-yeon                  | SBS           |               |                      |
| 2011    | Daughters of Bilitis Club   | Kim Joo-yeon                  | KBS2          | Drama Special |                      |
| 2011    | The Duo                     | Dong-nyeo (de joven)          | MBC           |               |                      |
| 2011    | 'My Daughter the Flower     | Yang Kkot-nim                 | SBS           | 131 episodios |                      |
| 2012    | Bridal Mask                 | Oh Mok-dan / Esther / Boon-yi | KBS2          | 28 episodios  |                      |
| 2012    | Five Fingers                | Hong Da-mi                    | SBS           | 230 episodios |                      |
| 2014    | Inspiring Generation        | Yoon Ok-ryun                  | KBS2          | 24 episodios  | [ 22 ]               |
| 2014    | Doctor Stranger             | Song Jae-hee / Han Seung-hee  | SBS           | 20 episodios  |                      |
| 2015    | High-End Crush              | Yoo Yi-ryung                  | Naver TV Cast | 20 episodios  |                      |
| 2016    | The Flower in Prison        | Ok-nyeo / Lee Seo-won         | MBC           | 51 episodios  |                      |
| 2018    | Grand Prince                | Sung Ja-hyun                  | TV Chosun     | 20 episodios  |                      |
| 2019    | Item                        | Shin So-young                 | MBC           | 12 episodios  |                      |
| 2019-20 | Queen: Love and War         | Kang Eun-bo                   | TV Chosun     | 16 episodios  |                      |
| 2020    | Born Again                  | Jeong Ha-eun / Jeong Sa-bin   | KBS           | 32 episodios  |                      |
| 2024    | Borrador de malos recuerdos | Kyung Joo-yeon                | MBN           | 16 episodios  | [ 23 ] [ 24 ] [ 25 ] |

### Películas

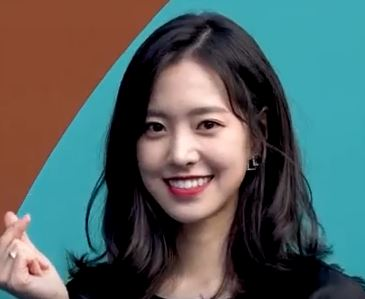
Jin Se-yeon en el 2018.

| Año  | Título                 | Personaje      |
| ---- | ---------------------- | -------------- |
| 2011 | White: Melody of Death | Jenny          |
| 2014 | The Language of Love   | In-ha          |
| 2015 | Enemies In-Law         | Park Young-hee |
| 2016 | Operation Chromite     | Han Chae-seon  |

### Presentadora
| Año  | Programa / Evento                    | Cadena   | Notas             |
| ---- | ------------------------------------ | -------- | ----------------- |
| 2013 | Star Recipe                          | SBS funE | junto a Kim Bo-mi |
| 2014 | 9th Seoul International Drama Awards |          |                   |
| 2016 | Super Seoul Dream Concert            |          |                   |
| 2017 | Dream Concert                        | SBS      |                   |

### Programas de variedades
| Año        | Programa                                                | Función  | Notas         | Ref.   |
| ---------- | ------------------------------------------------------- | -------- | ------------- | ------ |
| 2012, 2014 | Running Man                                             | Invitada | Ep. 119 y 198 |        |
| 2013       | Star Recipe                                             |          |               |        |
| 2015       | Invisible Man                                           |          |               |        |
| 2016       | Knowing Bros                                            | Invitada | Ep. 52        |        |
| 2019       | Thrifter's Guide to Luxury Travel (Salty Tour) - Russia | Invitada | Ep. 87-88     |        |
| 2019       | Busted! 2                                               | Invitada | Ep. 3         | [ 26 ] |

### Videos musicales
| Año  | Grupo / Artista        | Canción         | Notas |
| ---- | ---------------------- | --------------- | ----- |
| 2009 | Jewelry S              | "Date"          |       |
| 2010 | KCM                    | "Love Bear"     |       |
| 2015 | Acoustic Collabo       | "Rolling"       |       |
| 2023 | L Kim Myungsoo         | " Melody"       | 1     |
| 2023 | L Kim Myungsoo yungsoo | "Starting Over" | 2     |

### Teatro
| Año  | Título | Personaje |
| ---- | ------ | --------- |
| 2013 | Closer | Alice     |

### Revistas / sesiones fotográficas
| Año  | Título   | Notas  |
| ---- | -------- | ------ |
| 2020 | The Star | [ 27 ] |

### Anuncios

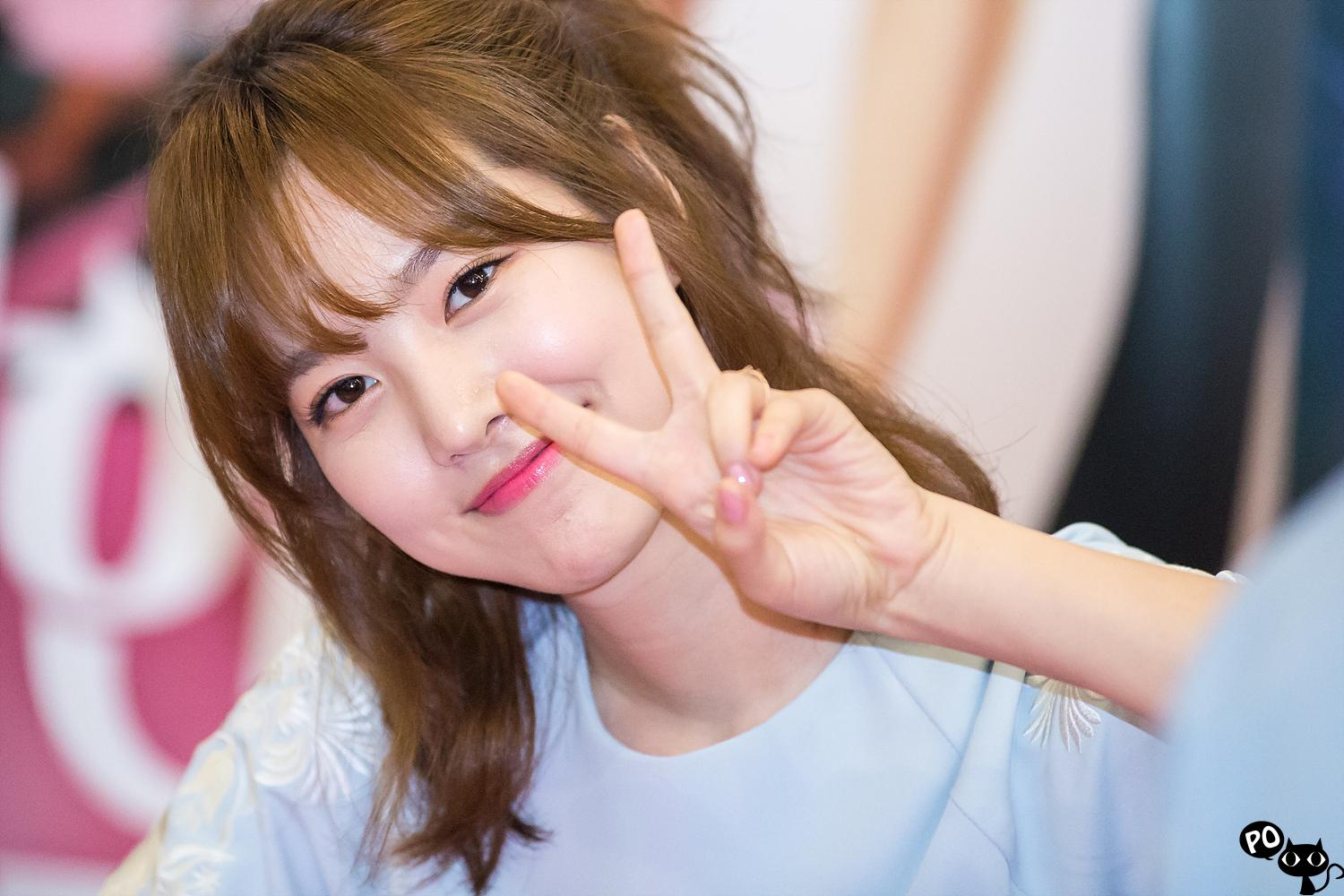
Jin Se-yeon en el 2015.

| Año         | Título                         | Notas |
| ----------- | ------------------------------ | ----- |
| 2015 - 2016 | Cellapy                        | -     |
| 2015 - 2016 | Counter Strike                 | -     |
| 2015 - 2016 | Basic House                    | -     |
| 2015        | Smoothie King                  | -     |
| 2014 - 2015 | Julius Watches                 | -     |
| 2014        | Arena Homme                    | -     |
| 2013 - 2015 | SooS                           | -     |
| 2012        | Edwin                          | -     |
| 2012        | Somang Cosmetics               | -     |
| 2012        | Daewoo Electronics             | -     |
| 2011        | Lotte Confectionery Excitement | -     |
| 2011        | Woongjing Thinkbig             | -     |
| 2010        | AC Care Cosmetics              | -     |
| 2010        | Sure Bottled Water             | -     |
| 2010        | Daum Road View                 | -     |
| 2009        | Cheong Kwan Jang iPass         | -     |
| 2009        | Nanas' B Cosmetics             | -     |
| 2009        | Gamevil Music Factory          | -     |
| 2009        | Yoo Han Clorox                 | -     |
| 2009        | Korea Yakult Oh Yoo            | -     |
| 2009        | Lotte My Mother's Finger       | -     |

## Discografía
| Año  | Artista                      | Canción              | Notas                 |
| ---- | ---------------------------- | -------------------- | --------------------- |
| 2015 | Jin Se-yeon y Hong Jong-hyun | "Only You Forever"   | OST de Enemies In-Law |
| 2012 | Jin Se-yeon y Cha Gil-yo     | "I Have No Problems" |                       |

## Premios y nominaciones
| Año  | Premio                                       | Categoría                                                       | Nominación             | Resultado | Ref.   |
| ---- | -------------------------------------------- | --------------------------------------------------------------- | ---------------------- | --------- | ------ |
| 2011 | SBS Drama Awards                             | Premio nueva estrella                                           | My Daughter the Flower | Ganadora  | [ 28 ] |
| 2012 | 5th Korea Drama Awards                       | Mejor actriz nueva                                              | My Daughter the Flower | Nominada  |        |
| 2012 | 20th Korean Culture and Entertainment Awards | Mejor actriz nueva                                              | Bridal Mask            | Nominada  |        |
| 2012 | 1st K-Drama Star Awards                      | Premio de actuación, Actriz                                     | Bridal Mask            | Nominada  |        |
| 2012 | KBS Drama Awards                             | Premio a la Excelencia, Actriz en una Serie Dramática           | Bridal Mask            | Nominada  |        |
| 2012 | KBS Drama Awards                             | Mejor Nueva Actriz                                              | Bridal Mask            | Ganadora  |        |
| 2012 | KBS Drama Awards                             | Mejor Pareja (junto a Joo Won)                                  | Bridal Mask            | Nominados |        |
| 2012 | SBS Drama Awards                             | Mejor Pareja (junto a Ju Ji-hoon)                               | Five Fingers           | Nominados |        |
| 2014 | 3rd APAN Star Awards                         | Premio a la Excelencia, Actriz en una Miniserie                 | Doctor Stranger        | Nominada  |        |
| 2014 | 3rd APAN Star Awards                         | Popular Star Award                                              | Doctor Stranger        | Ganadora  | [ 29 ] |
| 2014 | SBS Drama Awards                             | Premio a la Excelencia, Actriz en una Drama Especial            | Doctor Stranger        | Nominada  |        |
| 2016 | 9th Korea Drama Awards                       | Premio a la Excelencia, Actriz                                  | The Flower in Prison   | Nominada  |        |
| 2016 | MBC Drama Awards                             | Gran Premio (Daesang)                                           | The Flower in Prison   | Nominada  |        |
| 2016 | MBC Drama Awards                             | Premio a la Excelencia, Actriz en un Proyecto Especial de Drama | The Flower in Prison   | Ganadora  |        |
| 2016 | MBC Drama Awards                             | Mejor Pareja (junto a Seo Ha-joon)                              | The Flower in Prison   | Nominados |        |